# H–55
A H–55 (cirill betűkkel: Х–55, NATO-kódja: AS–15 Kent), más jelzéssel RKV–500 szovjet-orosz légi indítású szubszonikus robotrepülőgép, amelyet az 1970-es években fejlesztett ki a Raduga tervezőiroda és 1981-ben rendszeresítették a Szovjet Légierő Tu–95 és Tu–160 nehézbombázóin. A 2500 km hatótávolságú robotrepülőgép hagyományos és nukleáris harci résszel is felszerelhető. Sorozatgyártása 1986-ig a Harkivi Repülőgépgyárban, 1986-tól a szmolenszki AVITEK vállalatnál folyt. A Szovjetunió felbomlásáig több mint 3000 darabot gyártottak a típusból. Ebből 1800 darab volt Oroszországban, a többi Ukrajnához és Kazahsztánhoz került. Kazahsztán az ott tárolt robotrepülőgépeket az atomtöltetekkel együtt 1991 végén átadta Oroszországnak. Az Ukrajnában maradt 1612 darab robotrepülőgép egy részét selejtezték, másik részét 2004-ig Oroszországban szállították. Később kiderült, hogy az ukrajnai robotrepülőgépekből illegálisan 12 darab Iránhoz, 6 db Kínához került.